# Raghuva bordati
Raghuva bordati là một loài bướm đêm trong họ Noctuidae.